# Баутерсе, Дези
Дезире́ Дела́но «Де́зи» Ба́утерсе, иногда пишется как «Боутерсе» (нидерл. Desiré Delano Bouterse; 13 октября 1945, Домбург, Нидерландская Гвиана — 23 декабря 2024, Суринам) — суринамский военный и политический деятель. В 1980—1987 годах — председатель Национального военного совета, пришедшего к власти после государственного переворота 1980 года. Президент Суринама (2010—2020).
В октябре 1989 года лично встречался с лидером повстанцев Ронни Брюнсвийком в 50 км от Парамарибо, о чём шёл прямой телерепортаж (оба прибыли к месту встречи у слияния двух рек на лодках с минимумом охраны).
В 1988 году передал власть гражданскому президенту Рамсеваку Шанкару, однако уже в 1990 году сверг его в ходе очередного переворота, вновь установив военный режим, существовавший до 1991 года. Впоследствии продолжал оказывать влияние на политику страны, не занимая каких-либо должностей в правительстве.
В 2010 году избран президентом, в 2015 году переизбран на второй срок.

## Биография
Родился в семье, принадлежащей к мулатской этнической общине. Закончил торговую школу в Парамарибо, после чего работал в государственном учреждении. В 1968 году переехал в Нидерланды, где служил срочную службу в парашютных частях вооружённых сил страны и учился в военной академии. Будучи хорошим игроком в баскетбол, будущий диктатор смог подрабатывать на жизнь спортивным инструктажем.
Вернулся на родину за две недели до получения Суринамом независимости и поступил на военную службу, возглавив профсоюз военнослужащих страны. Вместе с другими 15 армейскими сержантами он составил заговор и 25 февраля 1980 года совершил государственный переворот (получивший название «сержантского»), вызванный непростым экономическим положением страны, ростом безработицы и правительственной коррупцией. Возглавив «Национальный военный совет» и назначен командующим вооружёнными силами. В первые годы установившегося режима подчёркивал его антиимпериалистическую ориентацию, заявлял о близости суринамского революционного процесса гренадской революции, о личных дружественных связях с её лидером Морисом Бишопом, неоднократно встречался с Фиделем Кастро. Проводил жёсткую политику национализации и борьбы с инакомыслящими. Повысил себя в звании сначала до майора, затем до подполковника.
Пережил несколько попыток переворотов, в частности, в августе 1980 года — силами, связанными с бывшим премьер-министром Хенком Арроном и при сочувствии президента страны Йохана Ферье, который ушёл в отставку по требованию командования армии; в марте 1981 года — силами, ориентированными на КНР; в марте 1982 года — крайне правыми силами во главе с лейтенантом С. Рамбокусом и старшим сержантом У. Хокером, приведший к тяжёлым двухдневным боям в столице.
Всегда антиголландски настроенный, резко ухудшил отношения с Нидерландами, но завязал более тесные отношения с Кубой, Никарагуа, Гайаной, Венесуэлой, революционным правительством Гренады. Однако после вторжения США на Гренаду свернул отношения с этими странами и взял курс на восстановление отношений с бывшей метрополией.
Обвинялся в незаконных действиях. Во время его первого правления были уничтожены десятки оппозиционеров, а также гражданских лиц, включая женщин и детей (в декабре 1982 года в крепости Форт Зеландия были убиты пятнадцать лиц, выступавших против диктатуры (официально они погибли при попытке побега), ранее в той или иной мере замешанных в попытке переворота 11 февраля 1982 года, что привело к разрыву политико-экономических связей с Нидерландами). В 2007 году признал свою политическую ответственность за это деяние. В апреле 2012 года по закону об амнистии расследования и преследования по данному делу были прекращены. Однако 30 ноября 2019 года, воспользовавшись визитом Д. Баутерсе в КНР, военный суд заочно приговорил его к 20 годам тюремного заключения по этому делу.
Провозгласил «программу морального оздоровления суринамской нации». Несколько деятелей прежнего правительства были казнены. В ответ на это Нидерланды прекратили оказывать стране финансовую помощь.
Начал процесс национализации промышленности. После этого в Суринаме возникли заметные экономические трудности (производство продукции резко снизилось), начались забастовки и акции протеста населения.
В 1986 году в стране началась партизанская война. Её развязал Ронни Брюнсвийк, бывший телохранитель Баутерсе. Сержант Брюнсвийк активно участвовал в перевороте вместе с Д. Боутерсе, но не был повышен в звании, и, будучи мароном («лесным негром») обвинил режим Баутерсе (креола-мулата) в расизме и создал из «лесных негров» партизанские отряды, активно действовавших на востоке Суринама.
В феврале 1986 года при проведении войсковой операции было атаковано село Мойвана, где находился дом Р. Брюйнсвика, возглавившего антиправительственное партизанское движение на востоке страны. В результате нападения погибли от 39 до 50 гражданских лиц.
Дважды был временно исполняющим обязанности президента страны, с 13 по 15 августа 1980 года и с 4 до 8 февраля 1982 года.
В конце 1987 года, после принятия новой конституции, страна перешла к гражданскому правлению. Однако на состоявшихся выборах организованная Баутерсе несколько месяцев назад Национальная демократическая партия (НДП) получила только 3 места в Национальном Собрании из 51, в то время как оппозиция — 40.
В июне 1988 года представители правительства и П. Брюнсвийка начали в Куру (Французская Гвиана) переговоры о прекращении огня. В октябре 1989 года состоялась личная встреча Брюнсвийка и Баутерсе в 50 км от Парамарибо, о чём шёл прямой телерепортаж (оба прибыли к месту встречи у слияния двух рек на лодках с минимумом охраны). Однако война шла ещё 3 года.
После прихода к власти нового правительства обладал большим политическим влиянием, сохранив за собой пост командующего вооружёнными силами страны. 22 декабря 1990 года после конфликта с бывшей метрополией, не получив поддержку руководства страны, подал в отставку с поста командующего и 24 декабря совершил новый, бескровный переворот, названный «телефонным» (президента Р. Шанкара по телефону оповестили, что ему «лучше впредь оставаться дома»), обещав провести свободные выборы через 100 дней. Менее чем через год снова передал власть гражданскому правительству, которое вновь возглавила оппозиция. С 2000 года — депутат Национального Собрания.
В 1998—2001 годах возглавлял Олимпийский комитет Суринама.
Намеревался участвовать в президентских выборах 2005 года, но изменил своё решение. В 2010 году его блок «МегаКомбинация» (создан в 2008 году из 5 партий) одержал победу на парламентских выборах, получив 23 места в Национальном Собрании из 50 и Д. Баутерсе был избран президентом, получив 36 голосов. В 2015 году НДП получила 26 мест, и он был переизбран.
На посту президента, в частности, совершил ряд неоднозначных действий: вручил высшие ордена Суринама участникам переворота 1980 года, назначил жалование своей жене и помиловал приёмного сына Дино, командующего антитеррористической структурой, приговорённого к тюремному сроку за убийство и ограбление. Однако в 2013 г. Дино был арестован в Панаме и передан властям США, где был признан виновным в сотрудничестве с ливанской террористической исламистской организацией «Хезболла», в незаконной торговле оружием и наркотиками и приговорён судом Нью-Йорка к тюремному заключению на 16 лет. Кроме того, власти Нидерландов обвиняют Баутерсе в незаконном обороте наркотиков, а власти США — в сотрудничестве с колумбийскими повстанцами, занятыми в наркотрафике.

#### Реакция Нидерландов
После принятия закона об амнистии Нидерланды немедленно прекратили выделение Суринаму помощи в размере 20 миллионов евро. Президент Баутерсе остался равнодушным к этому решению, сказав: «Я никогда не просил у вас 20 миллионов евро. У нас есть экономические резервы в размере почти 800 миллионов долларов». Нидерландская лейбористская партия и правящая тогда Народная партия за свободу и демократию (НПСД) считали, что этой санкции недостаточно. Они призвали к дополнительным санкциям, таким как экономические санкции, высылка суринамского посла (который является дочерью депутата Рашида Дукхи, одного из 28 депутатов, проголосовавших за закон) и запрета на поездки по Европе для всех суринамских парламентариев. кто голосовал за закон об амнистии. Министр иностранных дел Нидерландов Ури Розенталь не согласился с этими просьбами.

#### Осуждение военным судом 2019 г.
Позже закон об амнистии был отменён решением суда, и в ноябре 2019 года военный суд приговорил Баутерсе к 20 годам тюремного заключения за декабрьские убийства. 22 января 2020 года Баутерсе предстал перед судом в военной форме, чтобы обжаловать это решение.

### Спорная честь переворота
После инаугурации на посту президента Баутерсе немедленно почтил память девяти выживших заговорщиков, которые вместе с ним организовали жестокий Суринамский государственный переворот 1980 года; он наградил их Большим кордоном Почётного Ордена Желтой Звезды, высшей награды Суринама. Эта акция была встречена международным возмущением, поскольку все девять (и Баутерсе) были причастны к декабрьским убийствам.
Став президентом, Баутерсе объявил 25 февраля, годовщину государственного переворота, национальным праздником. Бывший президент Рональд Венециан заявил, что 25 февраля должно быть не праздником, а национальным днём траура.

### Помилование
В декабре 2011 года президент Баутерсе помиловал своего приёмного сына Романо Мериба, который в 2005 году был приговорён к 15 годам лишения свободы за убийство и ограбление китайского торговца в 2002 году. Мериба также был осуждён за бросание ручной гранаты в дом голландского посла. Судья Вальштейн-Монтнор постановил, что доказательства доказывают, что Мериба пытался совершить ограбление в доме посла, подобное тому, что было у торговца. После того, как охрана голландского посольства предотвратила это, Мериба бросил ручную гранату из машины в резиденцию посла.
Помилование вызвало споры, так как это первый раз, когда президент Суринама помиловал кого-то, осуждённого за убийство и грабёж. «Люди, совершившие такие тяжкие проступки, не должны получать помилования», — сказал бывший министр юстиции Чан Сантохи. «Кроме того, требование о проведении тщательного расследования и о том, что решение должно основываться на рекомендации судьи, вынесшего приговор, было проигнорировано». Сотрудники Баутерсе заявили, что статус Мерибы как приёмного сына президента Баутерсе не было частью решения, и что были веские юридические аргументы в пользу помилования. По слухам, после того, как Мериба был освобождён из тюрьмы, он был нанят хорошо вооружённым контртеррористическим подразделением (КТП). Дино Баутерсе, сын президента Баутерсе, был назначен руководителем этого подразделения.
Баутерсе нанял других осуждённых. В его делегацию, посетившую южноамериканский саммит, помимо Баутерсе входили ещё два человека, имевшие судимости за наркотики: бывший военный Этьен Беренвен и Ханс Яннаш. «Такие люди сейчас вращаются вокруг государственной власти», — сказал Рональд Венециан, бывший президент Суринама.
Мериба был снова арестован 23 марта 2012 года в Парамарибо по обвинению в нападении на гражданина и полицейского накануне вечером в ночном клубе. Он недолго содержался под стражей в полиции, поскольку на следующий день жалоба была отозвана.

### Инаугурация
12 августа Баутерсе вступил в должность президента Суринама на внеочередном заседании Национальной ассамблеи, состоявшемся на Национальном крытом стадионе (НИС) в Парамарибо. Поскольку уходящий президент Рональд Венециан отказался, как и следовало ожидать, повесить свою цепочку полномочий с Баутерсе, эту задачу взяла на себя спикер парламента Дженнифер Саймонс. Одним из ведущих во время церемонии был бывший лидер повстанцев и председатель Объединения А Ронни Брюнсвийк.
Посол Нидерландов в Суринаме Аарт Якоби был единственным послом в Суринаме, который не был приглашён на инаугурацию. Затем министр иностранных дел Суринама Уинстон Лакин заявил, что «голландское правительство не уважает народ Суринама», а также что «демократически избранный президент Суринама не приветствуется в Нидерландах. Тогда не приветствуется и голландский посол. на инаугурации главы нашего государства». Тем не менее голландское посольство проинформировало правительство Суринама, что их посол всё равно примет участие в церемонии. Когда Якоби прибыл, оказалось, что для него не зарезервировано место. После инаугурации Баутерсе произнёс широкую приветственную речь, в которой все уважаемые гости и дипломаты были названы по имени, и только голландский посол не был упомянут прямо.
Баутерсе также сказал в своём первом выступлении на посту президента Суринама: «Отныне мы будем смотреть на связи с Европой из Парижа». «Франция является соседом Суринама через Французскую Гвиану», — сказал Баутерсе — первый президент Суринама, который приказал открыть посольство в Париже, Франция. Открытие посольства состоялось 24 октября 2011 года, и Харви Наарендорп был назначен послом.
Приняв присягу в своём новом офисе, Баутерсе получил практически полную свободу действий, чтобы управлять страной так, как он считал нужным. Ведь в президентской республике Суринам должность президента наделена большой властью: она не только объединяет функции главы государства и лидера правительства в одном лице. В статье 99 конституции Суринама говорится, что исполнительная власть принадлежит президенту. Президент Суринама также является главнокомандующим Национальной армией.

### Иммунитет
Согласно постановлению 2002 года, принятому Международным судом ООН, Баутерсе мог свободно передвигаться в качестве главы государства, несмотря на его осуждение, поскольку он пользовался иммунитетом из-за своего положения. Но в соответствии с Конвенцией Организации Объединённых Наций о борьбе с незаконным оборотом наркотических средств и психотропных веществ Договора Организации Объединённых Наций Баутерсе мог быть арестован за границей, поскольку был осуждён до того, как был назначен президентом Суринама. Поль де Ваарт, заслуженный профессор международного права Университета ВУ, подтвердил это. По словам Максима Верхагена, тогдашнего министра иностранных дел Нидерландов, Баутерсе мог путешествовать куда угодно, кроме Нидерландов и стран, с которыми у Нидерландов есть договор об экстрадиции. Суринам является членом Организации Объединённых Наций с 1975 года.
Максим Верхаген также объявил, что Баутерсе приветствуется в Нидерландах только для отбывания тюремного заключения. Нидерланды решили поддерживать контакты с Баутерсе только на основании «функциональной необходимости».

## Болезнь и смерть
Во время своего президентства Баутерсе проходил плановые медицинские осмотры на Кубе. После возвращения из месячного пребывания на острове в сентябре 2017 года его офис признал, что он перенёс операцию по поводу неизвестного заболевания.
Баутерсе умер 24 декабря 2024 года после непродолжительной болезни в возрасте 79 лет, когда он скрывался в неизвестном месте в Суринаме, чтобы избежать тюремного заключения за совершение декабрьских убийств. Голландские новостные агентства сообщили, что Баутерсе скрывался в природном заповеднике Копи, в 50 километрах от Парамарибо. 25 декабря его тело было доставлено в его резиденцию в Парамарибо. После его смерти президент Чан Сантохи объявил, что национальный траур или государственные похороны проводиться не будут, хотя министр иностранных дел Альберт Рамдин заявил, что в день его похорон флаги на правительственных зданиях будут приспущены из уважения к Бутерсе как к бывшему президенту.